# Lucien Tesnière
Lucien Tesnière, francoski jezikoslovec, predavatelj in akademik, * 13. maj 1893, † 6. december 1954.
Tesnière je deloval kot redni profesor za primerjalno jezikoslovje na Univerzi v Montpellieru in bil dopisni član Slovenske akademije znanosti in umetnosti (od 2. junija 1953).
Preučeval je dvojino v slovenščini (razprava Slovenska dvojina) in prevajal dela Otona Župančiča v francoščino.